# فید اوی

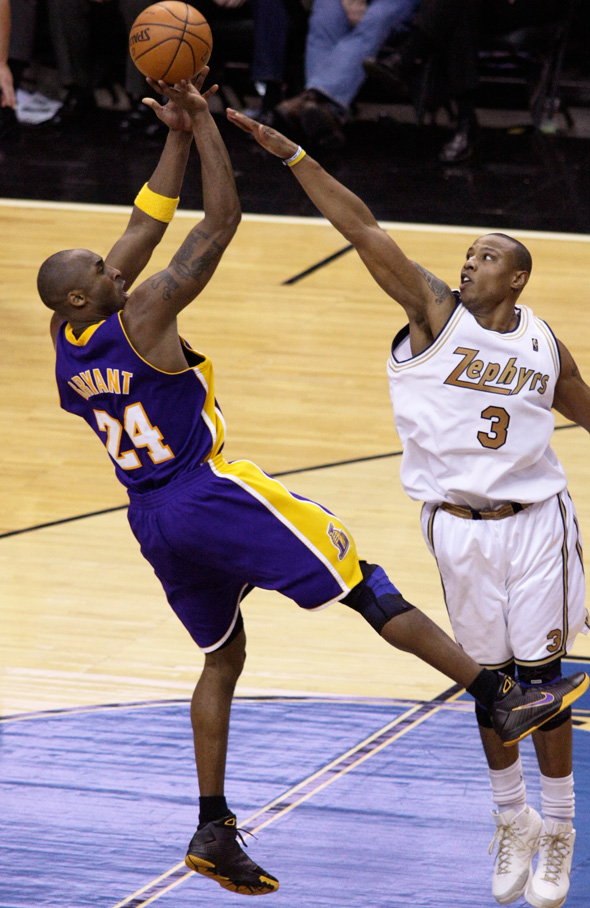
کوبی برایانت درحال شوت فید اوی روی دست کارون باتلر.

فِید اِوِی یا فال اوی در بسکتبال نوعی جامپ شات است که هنگام پرش به عقب توپ به سمت سبد پرتاب می‌شود. هدف از این حرکت، ایجاد فضا و فاصله بین شوتزن و مدافع است و نتیجه آن سختتر شدن کار مدافع برای بلاک است.
مهاجم نیازمند دقت شوت بالا و توانایی فیزیکی خوب برای خنثی کردن تکانه‌های برگشت به عقب است. همچنین، با توجه به اینکه حرکت به سمت عقب است، مهاجم شانس گرفتن ریباند را از دست می‌دهد.
درصد موفقیت پرتاب‌های فیداوی پایین است (به دلیل سخت بودن این نوع شوت) و شوتزن توانایی ریباند آن را ندارد. به همین علت بسیاری از مربیان و بازیکنان باور دارند که این یکی از بدترین نوع شوت برای انتخاب در طول بازی است؛ ولی یکی از مزایا آن این است که از سخت‌ترین شوت‌ها برای بلاک است. از طرفی خطر شوت فید اوی مدافع را مجبور به پریدن روی شوتزن می‌کند و با یک فیک، مهاجم می‌تواند به آسانی از بازیکن مدافع خطا بگیرد.
تعداد انگشت شماری از بازیکنان اتحادیه ملی بسکتبال در شوت‌های فید اوی به طور قابل توجهی موفق بودند. مایکل جردن یکی از محبوب‌ترین بازیکنانی بود که این نوع شوت را اقدام می کرد. ویلت چمبرلین، کوبی برایانت، حکیم اولاجوان، دوین وید، کارل مالون، لری برد و کارملو آنتونی نیز از افراد مشهور این حرکت‌اند. 
لبران جیمز سبک متفاوت دیرک نویتسکی در اقدام های فید اوی را غیرقابل توقف‌ترین شوت‌ بعد از هوک های کریم عبدالجبار خواند.